# Giuseppe Maria Tomasi
Giuseppe Maria Tomasi (Licata, 12 settembre 1649 – Roma, 1º gennaio 1713) è stato un cardinale italiano.
Beatificato nel 1803, è stato proclamato santo da papa Giovanni Paolo II nel 1986.

## Biografia
Fu il primogenito maschio di don Giulio Tomasi, duca di Palma e principe di Lampedusa, e di Rosalia Traina, baronessa di Falconeri.
Da bambino studiò la lingua spagnola, ma ricevette anche una ferrea educazione cristiana. Molto presto sentì la 'chiamata' al sacerdozio, e nel 1664 i genitori gli permisero di entrare come novizio nell'Ordine dei padri Teatini. Il 25 marzo 1666 rinunciò al maggiorascato (diritto di primogenitura) e cedette i suoi diritti patrimoniali e feudali al fratello minore, don Ferdinando.

### Formazione
Studiò presso don Francesco Maria Maggio argomenti sacri e lingue orientali. I suoi studi furono condotti a Messina, Ferrara, Modena e Roma; dopo gli studi diventò diacono, nel 1671. L'anno dopo tornò nel feudo di Palma di Montechiaro, a causa della morte del fratello; nello stesso anno andò a Palermo per terminare i suoi studi di teologia, e l'anno successivo diventò sacerdote nella Casa Generalizia dell'Ordine a S. Silvestro di Monte Cavallo, a Roma. Non ricoprì, all'interno dell'Ordine alcun incarico di prestigio, per suo espresso rifiuto; preferì piuttosto dedicarsi agli atti di pietà, e agli studi liturgici e dei testi sacri. Imparò l'ebraico dal dotto Mosè da Cavè. In seguito venne ammesso al circolo degli eruditi, e alla biblioteca, della regina Cristina di Svezia.

### Opere
Nel corso della sua vita pubblicò diverse opere riguardanti la liturgia e la teologia; tra queste opere merita di essere ricordata l'edizione critica del Sacramentario gelasiano (Liber sacramentorum romanae Aecclesiae ordinis anni circuli) avvenuta nel 1680. Nel 1690 pubblicò "Le Costituzioni", relative alle monache benedettine del monastero della "Vergine Maria del Rosario" di Palma.
Nel 1747 tutti i suoi scritti vennero raccolti in undici volumi e pubblicati .

### Nomina a cardinale
Il 18 maggio 1712 venne nominato cardinale da papa Clemente XI. Fu un 'porporato' per pochi mesi, poiché morì di morte naturale, il 1º gennaio 1713. La sua sepoltura avvenne nella chiesa di San Martino ai Monti, il suo titolo cardinalizio; nel 1971 i resti furono traslati solennemente nella basilica dei teatini di Sant'Andrea della Valle, dove furono tumulati sotto un altare laterale.

### Beatificazione e canonizzazione
Venne beatificato da papa Pio VII il 29 settembre 1803, e canonizzato da papa Giovanni Paolo II il 12 ottobre 1986. 

### Patrono dei liturgisti
Per le sue numerose opere a carattere biblico, teologico e liturgico, fu detto “Principe dei liturgisti romani”; dopo la canonizzazione è considerato uno dei patroni dei liturgisti e dei cerimonieri.